# Kürschner

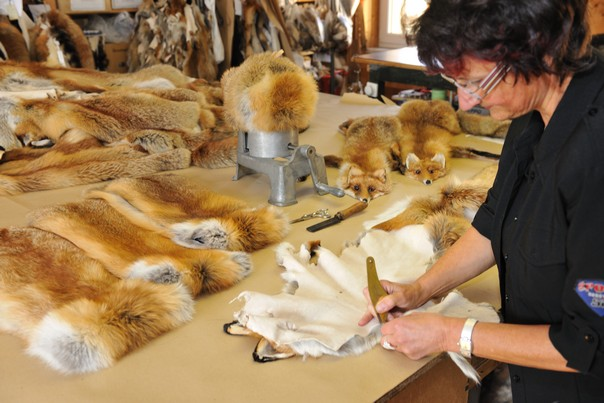
Kürschnerin beim Zuschneiden einer Rotfuchsdecke

Ein Kürschner (veraltet auch Buntfutterer, Pelzer, Wildwerker, Grauwerker u. a.) ist ein Handwerker, der Tierfelle zu Pelzbekleidung und anderen Pelzprodukten verarbeitet.

## Geschichte
Bereits in der jüngeren Steinzeit war Pelz ein wichtiges wärmendes und schmückendes Kleidungselement, nach Josef Winiger (1995) entgegen bisherigen Vorstellungen bereits im Zusammenspiel mit Textilien aus Fasern, Bast und Wolle. Schon die älteste erhaltene Pelzbekleidung, die des Manns vom Tisenjoch, Ötzi, weist fortgeschrittene, heute noch verwendete Elemente und Techniken auf. Ötzi trug eine Jacke, die nach außen getragene helle und dunkle Fellstreifen kombiniert, in Überwendlingstechnik sorgfältig vernähte Beinlinge aus Fellstücken und bei den Schuhen einen Materialmix aus Bärenledersohlen und Hirschfellobermaterial und einem haltgebenden und isolierendem Innenschuh aus Pflanzenmaterial und -gewebe.
Seit dem 9. Jahrhundert ist althochdeutsch und altsächsisch das Wort kursina (Pelzrock) belegt. Davon abgeleitet haben sich die Handwerksbezeichnungen Kürsner und Kursener. In Norddeutschland teilte sich der Berufsstand der Pelzhandwerker auf in Kürschner und Pelzer. Während die Kürschner die als edler angesehenen Fellarten zu Pelzinnenfuttern, Besätzen und Verbrämungen verarbeiteten, machten anfangs nur die Pelzer die preisgünstigeren Lamm- und Ziegenfellpelze, die in der Regel mit der Lederseite nach außen getragen wurden. Im Gebiet der norddeutschen vereinigten wendischen Seestädte und dem südlichen Niedersachsen wurde zusätzlich zwischen „Zunähern“ und „Abnähern“, den Oberländern und den Niederländern unterschieden. Die Seestädter oder Niederländer nähten von oben auf sich zu beziehungsweise stachen einwärts und hießen Zunäher. Die Oberländer, auch Landstädter genannt, nähten von sich weg, und zwar von unten nach oben, sie hießen Von- oder Abnäher. Wechselte einer der Gesellen in das Gebiet der Andersnähenden, konnte es durchaus sein, dass es den dortigen Meistern durch ihre Zunft verboten war, ihn zu beschäftigen.
Bereits in früher Zeit war in den Klöstern eine eigene Gruppe Mönche für die Pelze zuständig, genannt „fratres pelliparii“. Pelzgefütterte Kleidung trug die gesamte Gemeinschaft der Mönche. Später wurde ausdrücklich bestimmt, dass der einfache Mönch sich mit Schafspelzen zu begnügen habe, während die höheren klerikalen Stände auch Edelpelze trugen, als Rangzeichen gleich dem Adel vor allem Hermelin und Feh.
Als eines der ersten Handwerke schlossen sich die Kürschner zu Zünften zusammen. Die ältesten bekannten Satzungen stammen aus dem Raum Rouen (Frankreich) aus der Zeit um 1160. Zu weiteren Zunftgründungen kam es 1226 in Basel, 1272 in Wien, 1273 in Breslau, 1277 in Braunschweig und 1280 in Berlin. Oft wurden gemeinsame Zünfte mit anderen Handwerken gegründet, wie zum Beispiel in Braunschweig mit den Weißgerbern und den Handschuhmachern oder in Basel mit den Schneidern.
Das Kürschnerhandwerk war dicht verbreitet. So hatte die Augsburger Zunft (gegründet 1368) um 1475 bereits 86 Meister, um 1536 gar 107 Meister. In Leipzig gab es 1555 immerhin 45 Meister, in Breslau 1499 sogar 92 Meister. Mit der Einführung neuer kostbarer Stoffe am Ende des 16. Jahrhunderts verlor das Kürschnerhandwerk zunächst an Bedeutung.

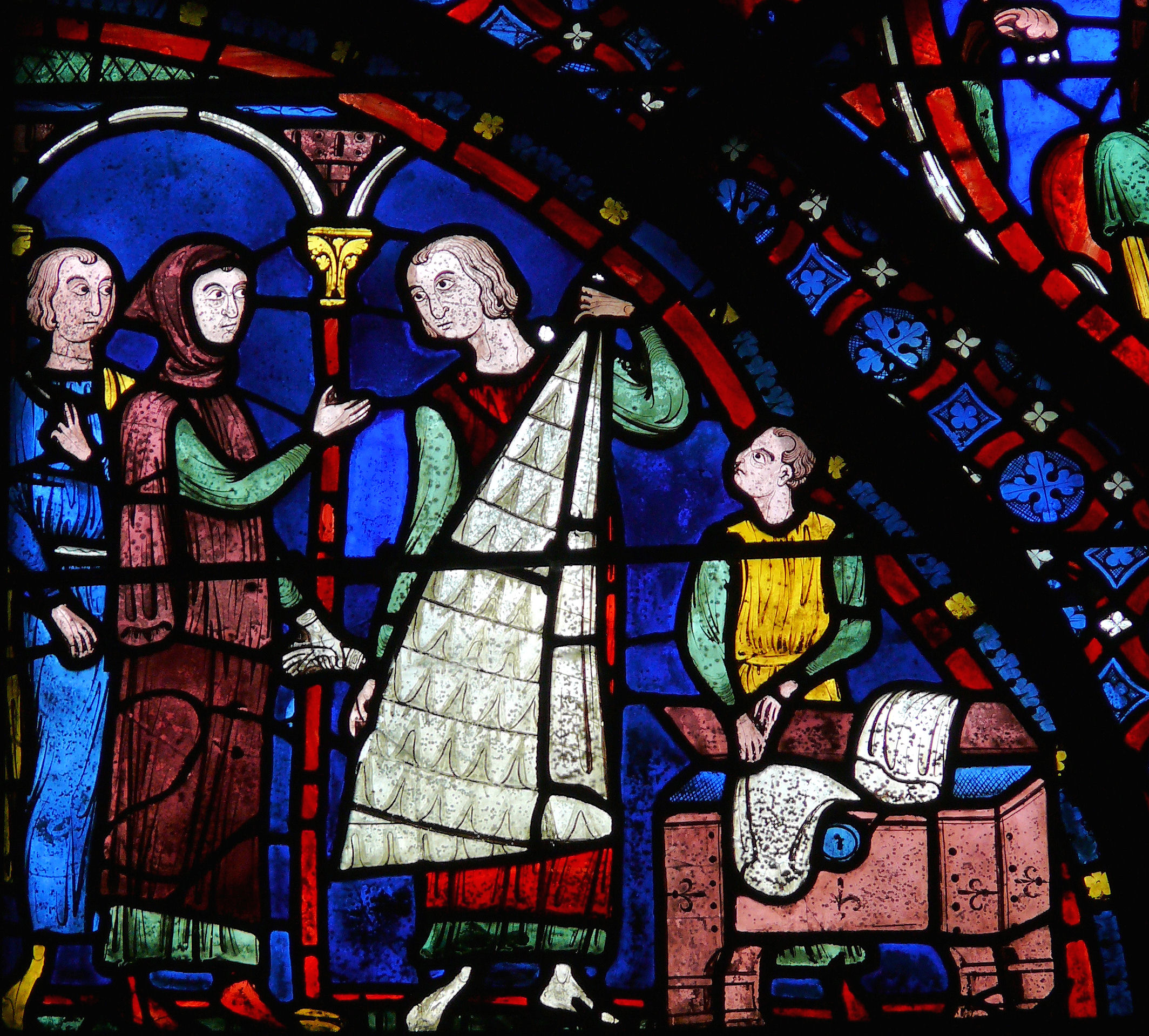
Ein Kürschner zeigt zwei Fehwammenfutter 1215–40, älteste Darstellung von eigentlichen Kürschnern
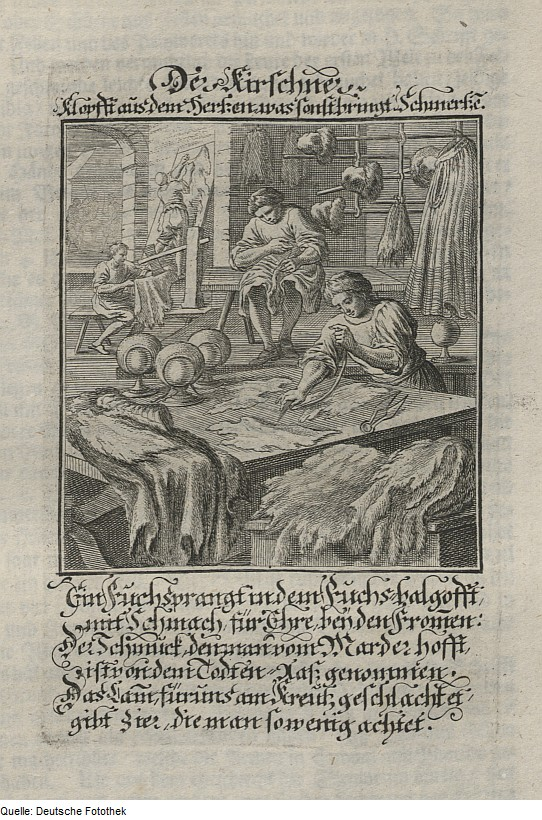
Ständebuch Kürschner Handwerk von 1698
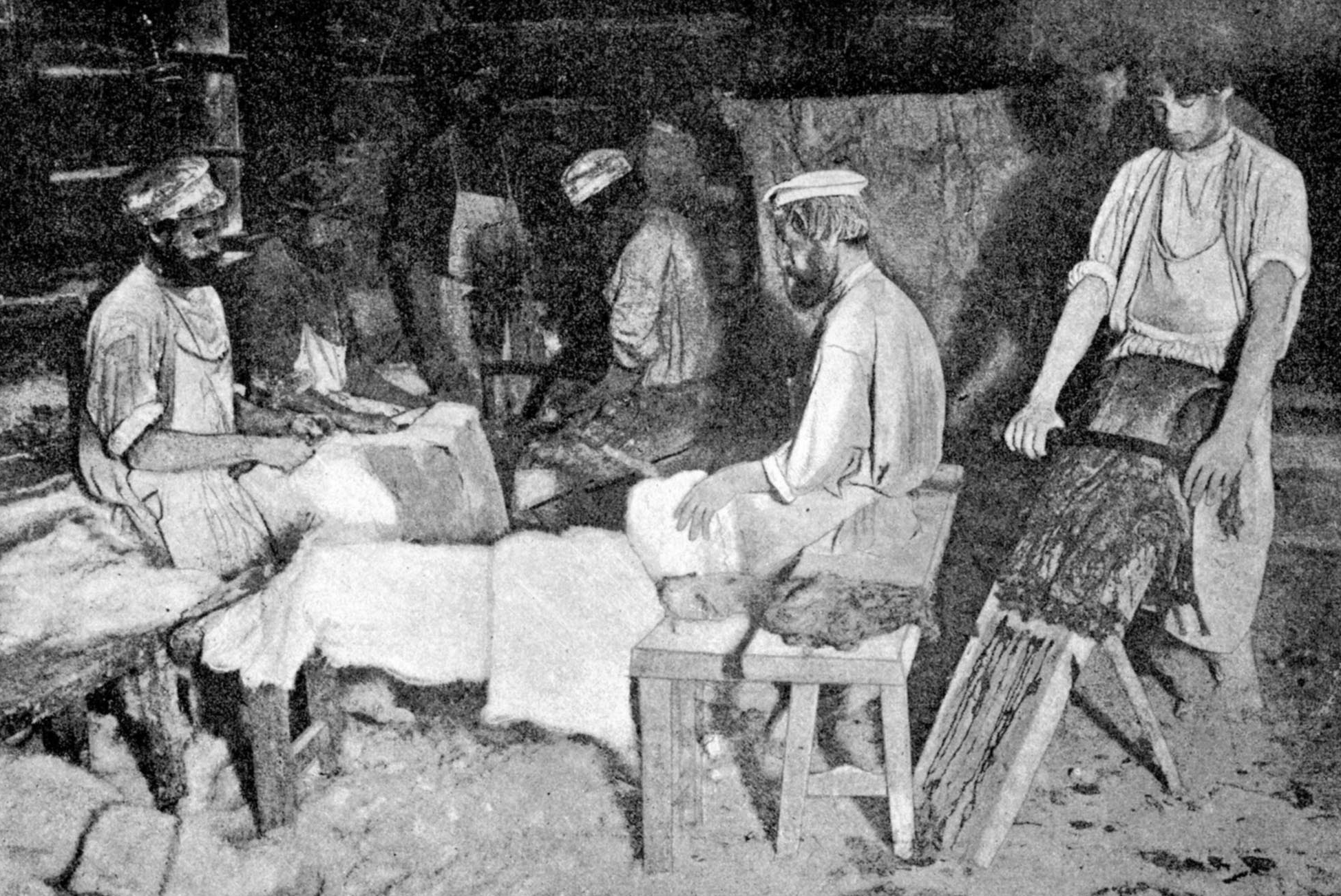
Ursprünglich gerbte der Kürschner seine Felle selbst (Russland, 1896)
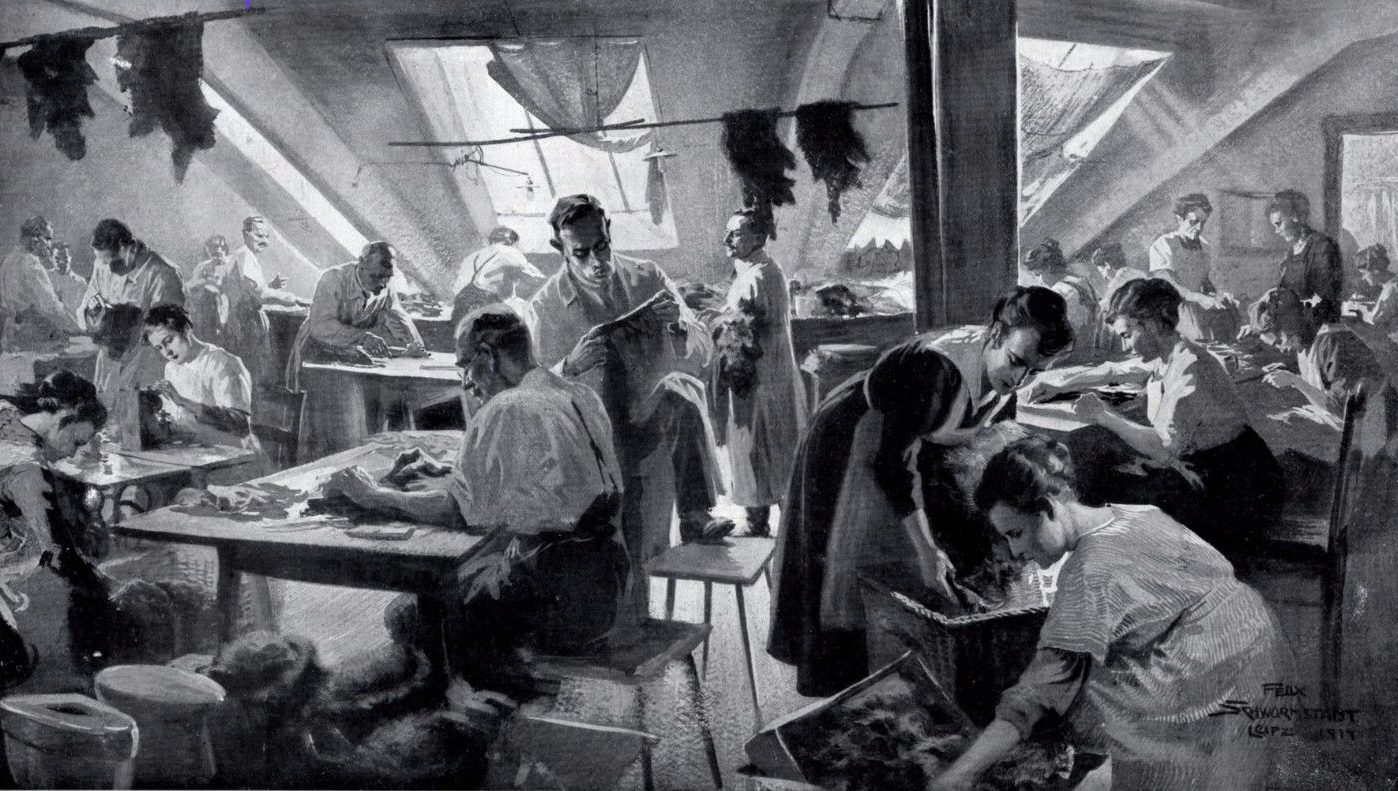
Kürschnerwerkstatt (Grafik, 1920)

Die Kürschnerei ist ein Saisongewerbe. Von Oktober bis Dezember werden die größten Einnahmen erzielt. Deshalb nutzte man die warmen Monate zum Zurichten (Gerben) der Felle. Als Service wurden Pelzwaren in den Sommermonaten geschwefelt und gelüftet, um der Kleidung eine möglichst hohe Haltbarkeit und Widerstandsfähigkeit gegen Schädlingsbefall zu geben.
Im 18. Jahrhundert waren die Messen in Leipzig (Brühl), Frankfurt am Main und Braunschweig Hauptmärkte des deutschen Rauchwarenhandels. Breslau und Groß-Glogau waren Zentren für Rauchwaren aus Russland, Polen und Böhmen.
Schon in der Frühen Neuzeit entwickelte sich eine Arbeitsteilung, bei der Stückwerker und Tafelmeister beschäftigt wurden.
Bis zur späteren weiteren Produktionsteilung gerbte der Kürschner seine Felle noch selbst. Dafür war er auf fließendes Wasser angewiesen; die Redensart Jemandem schwimmen die Felle weg zeugt noch davon. Der Umgang mit Fellen toter Tiere hatte zur Folge, dass die Kürschnerei zu den unreinen Handwerken gerechnet wurde. Durch die starke Geruchs- und wohl auch einige Lärmbelästigung (beim Klopfen der Pelze) waren die Kürschner häufig gezwungen, sich an den Fließgewässern am Rand der Städte niederzulassen. Vereinzelt mussten die Felle in einem von der Zunft verwalteten Hof zubereitet werden. Jedoch durften die Kürschner beispielsweise in Leipzig, im Gegensatz zu den Rot- und Weißgerbern, ihre Tätigkeit innerhalb der Stadtmauern verrichten. Man wies sie nur an, ihre Beize zu einem fließenden Gewässer zu tragen, damit in der Stadt kein groß Gestancke gemacht werde.
Trotz der Unreinheit ihres Handwerks gehörten Kürschner in Europa zu den angesehensten und ratsfähigen Handwerkern. In Asien hingegen waren aufgrund von buddhistischen, hinduistischen und schintoistischen Vorstellungen und Vorgaben Beschäftigte in der Fleisch-, Leder- und Pelzverarbeitung besonderen Vorbehalten unterworfen. Meist kauften Kürschner Felle direkt von Jägern und Bauern, um die verarbeiteten Pelze nach der Verarbeitung direkt an die Endverbraucher abzugeben. Konflikte gab es mit Weißgerbern, Täschnern, Handschuhmachern und Pergamentern, da oft nur eine begrenzte Menge Felle und Häute zum Verarbeiten vorhanden war.
Die Arbeit mit der Nadel wurde meist im Wochenlohn, die Zurichtung häufig im Stücklohn bezahlt. Etwa ab der Mitte des 19. Jahrhunderts trennten sich die beiden Hauptprozesse völlig, es gab jetzt die Bankkürschner (Zurichter) und die Nadelkürschner. Die (Nadel-)Kürschner spezialisierten sich bald noch einmal in Halbfabrikatehersteller und die Kürschner für die fertige Pelzbekleidung, Engros oder Detail. In den kleinen Werkstätten arbeiteten neben der Meistersfrau ursprünglich fast ausschließlich männliche Gesellen.

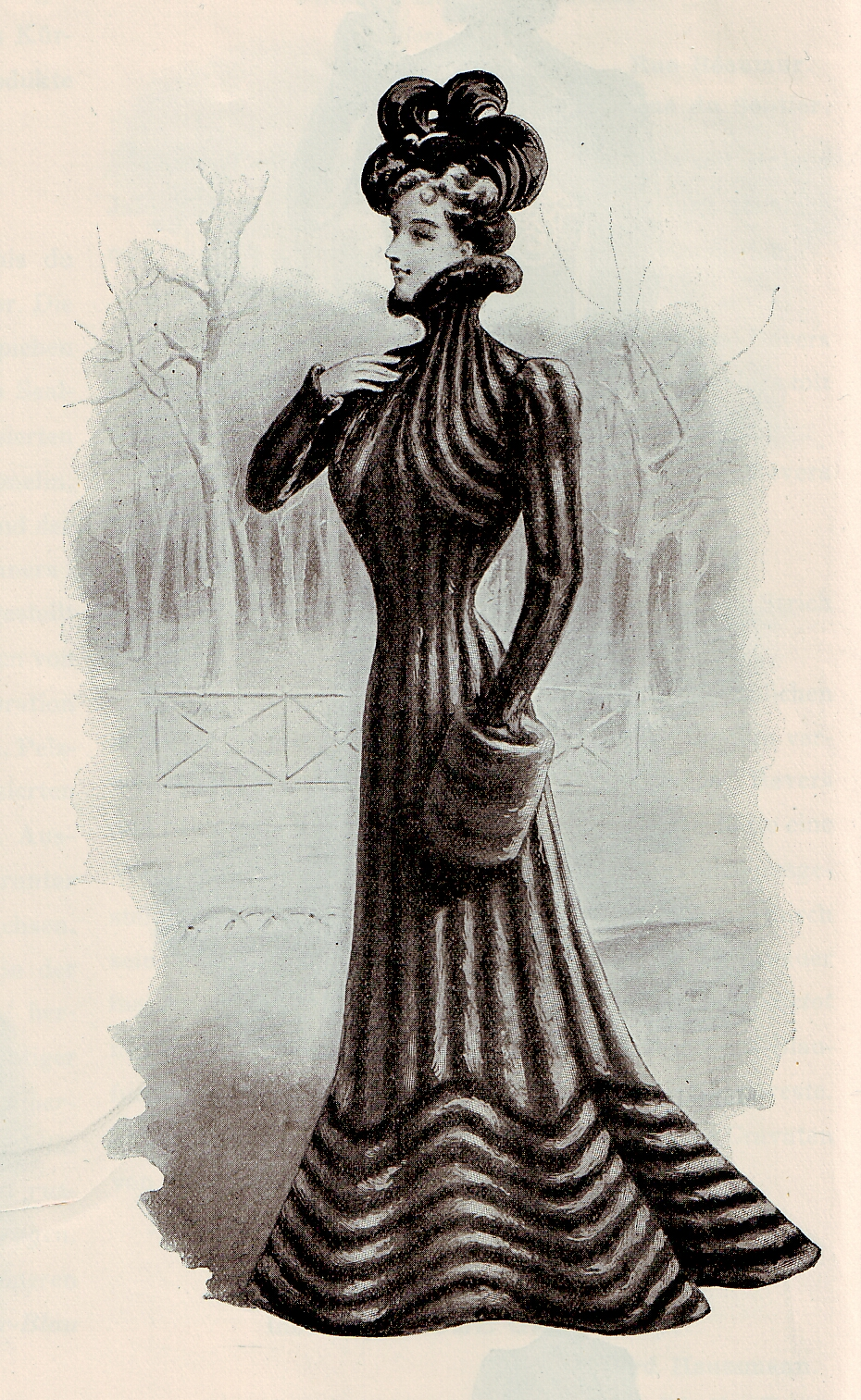
Nerzkleid (1900)

Mit der Einführung der Pelznähmaschine und der damit ermöglichten Vergrößerung des Pelzabsatzes übernahmen ab etwa 1880 immer mehr Pelznäherinnen vorerst nur die Näharbeit der Kürschner. Die erste deutsche Kürschnermeisterin war Klara Wilms, geb. Keller († 26. Januar 1942), Mitglied der Kürschner-, Hut und Mützenmacher-Innung Freiburg/Br., die 1907 ihren Meistertitel erwarb. Vor 1931 legte Fräulein Rohlik als in Berlin erste Frau die Prüfung als Kürschnermeister ab. Zu dieser Zeit gab es, wie eine Fachzeitschrift schreibt, 'immerhin schon' zehn Kürschnergesellinnen. Etwa seit den 1970er Jahren ist das Geschlechterverhältnis bei den Gesellenprüfungen in etwa ausgeglichen.
Aufzeichnungen über Arbeitstechniken sind seit dem 18. Jahrhundert überliefert, aufwändige Formveränderungen der verarbeiteten Felle hat es, wie man auf zahlreichen alten Bildern sehen kann, bis in diese Zeit vermutlich nicht gegeben. Auch das Zeichnen von Schnittmustern war Ende des 19. Jahrhunderts unter den Kürschnern noch eine Seltenheit, gegenseitig verspottete man sich in der Rangfolge abwärts als „akademisch Gebildete“, „Zobelbarone“ und „Karnickelschlachter“. Die Entwicklung des Kürschnerhandwerks nahm mit der Erfindung der Pelznähmaschine um 1872 durch Joseph Priesner (bereits seit 1888 auch mit Kleinmotor erhältlich) und der Beschäftigung weiblicher Arbeitskräfte einen rapiden Aufschwung. Bald fehlten im ganzen Westen Europas Facharbeitskräfte, in Frankreich, in England, in der Schweiz, in Italien, in Belgien, in Holland, aber auch in Nordamerika, um der großen Nachfrage zu genügen. Obwohl es dort eine alteingesessene, moderne Pelzwarenindustrie gab, sah man sich gezwungen, ausländische Kürschnergesellen anzuwerben. Dafür kamen damals nur Mittel- und Osteuropa in Betracht, besonders Deutschland, Skandinavien, Österreich-Ungarn und der Balkan. Es setzte ein in der Branche einmaliger Zug nach Westen ein. Tausende nahmen diesen Weg, der bis nach Nordamerika führte. Die Wanderung begann um 1874, hatte ihren Höhepunkt um 1900, um dann bis zum Ersten Weltkrieg wieder abzuflauen. 1929 stellt dann ein ungarischer Kürschner und Rauchwarenhändler fest: Ob in Tientsin, ob in London, oder aber gar in Paris, überall kann man sich in unserer Branche deutsch verständigen.
Nach 1850 war die Gegend um die Straße Brühl in Leipzig ein Zentrum des europäischen Rauchwarenhandels. In und um Leipzig entstanden zahlreiche Rauchwarenzurichtereien. Leipzig wuchs bis 1914 zu der bedeutendsten Handelsmesse für Rauch- und Pelzwaren aus aller Welt. Durch den Ersten Weltkrieg verlor die Stadt zunächst ihre Bedeutung als Zentrum des internationalen Rauchwarenhandels, konnte sie aber ab etwa 1922 mit der Eröffnung einer großen Rauchwarenniederlassung der Sowjetunion teilweise wieder erlangen. 1928 wurde in Leipzig die damals bedeutendste Kürschnerschule eröffnet.

### DDR

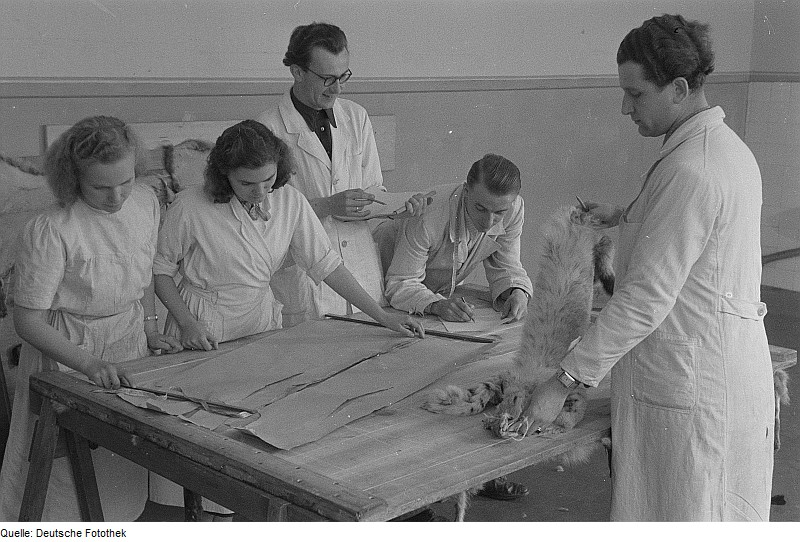
Ausbildung an der Kürschnerschule in Leipzig (1949)

1945, nach Ende des Zweiten Weltkriegs, kam es zu einer geteilten Entwicklung des Kürschnerhandwerks in Deutschland. Auch in der Sowjetischen Besatzungszone wuchs trotz schwieriger Materialbeschaffung die Nachfrage nach Pelzen; es wurden vorwiegend Felle aus der Kleintierzucht verarbeitet. Soweit die Inhaber noch lebten, wurden in der Regel die im Krieg stillgelegten Kürschnerbetriebe weitergeführt; nur selten wurden neue Unternehmen gegründet. Mit der Gründung der DDR wurden die Materialzuweisungen über Einkaufs- und Liefergenossenschaften (ELG) gelenkt. Die Kürschner waren in der Regel mehr als ausgelastet; die Kunden mussten oft lange Wartezeiten in Kauf nehmen, d. h., es herrschte ein typischer Anbietermarkt.
Die ab Mitte der 1950er Jahre erfolgten Bestrebungen, die Kürschner in Produktionsgenossenschaften des Handwerks (PGH) zusammenzufassen, waren nur wenig erfolgreich. Der staatliche Druck auf die Betriebe wechselte ständig zwischen PGH und Privatbetrieb. Im Frühjahr 1982 wurden 41 Unternehmen der Rauchwarenindustrie als seit zehn Jahren volkseigene Betriebe genannt. Handwerksbetriebe mit bis zu zehn Mitarbeitern zuzüglich der Lehrlinge waren besser gestellt als die übrige gewerbliche Wirtschaft. Trotz aller Schwierigkeiten waren die Kürschnerbetriebe der DDR finanziell gesund.
Die Kürschnerhandwerksbetriebe bildeten den Innungen vergleichbare Berufsgruppen, an deren Spitze weiterhin ein Obermeister stand. Sie waren Mitglied der staatlich gelenkten Handwerkskammern. Lehrlinge wurden, wie auch in der Bundesrepublik, in den Betrieben ausgebildet; die anfangs örtliche Berufsschulausbildung erfolgte später als Blockunterricht in Leipzig. Auch die Meisterprüfungen wurden innerhalb des Handwerks abgenommen; im Zweijahresrhythmus erfolgte die Vorbereitung der Gesellen durch Handwerksmeister. Die Fachzeitschrift „Brühl“ und einige qualifizierte Fachbücher unterstützten die Aus- und Weiterbildung der Mitarbeiter und Betriebsinhaber. Regelmäßig fanden regionale und überregionale Fachtagungen zur Weiterbildung und dem kollegialen Zusammenhalt statt. Seit 1964 gab es einen an unterschiedlichen Orten stattfindenden Leistungswettbewerb. Die Siegermodelle beteiligten sich seit 1971 am internationalen Pelzmodellwettbewerb des Rates für gegenseitige Wirtschaftshilfe (RGW). Dadurch entstanden Kontakte mit Fachkollegen von Moskau über Ulaanbaatar bis Zakopane.
Obwohl in den größeren staatseigenen Betrieben auch für westdeutsche Konzerne produziert wurde, blieb das Niveau der Manufakturen im Wesentlichen auf dem Vorkriegsstand stehen.
Nach der Wende im Jahr 1989 entstand auch für das Kürschnerhandwerk in der ehemaligen DDR eine völlig neue Situation. Die anfänglich hohen Erwartungen erfüllten sich nicht, im Gegenteil, es verringerten sich die ursprünglich 420 Betriebe auf etwa 65 im Jahr 2000. Die Begehrlichkeiten der Verbraucher wandten sich vorerst anderen, bisher nicht vorhandenen Angeboten zu.

### Bundesrepublik

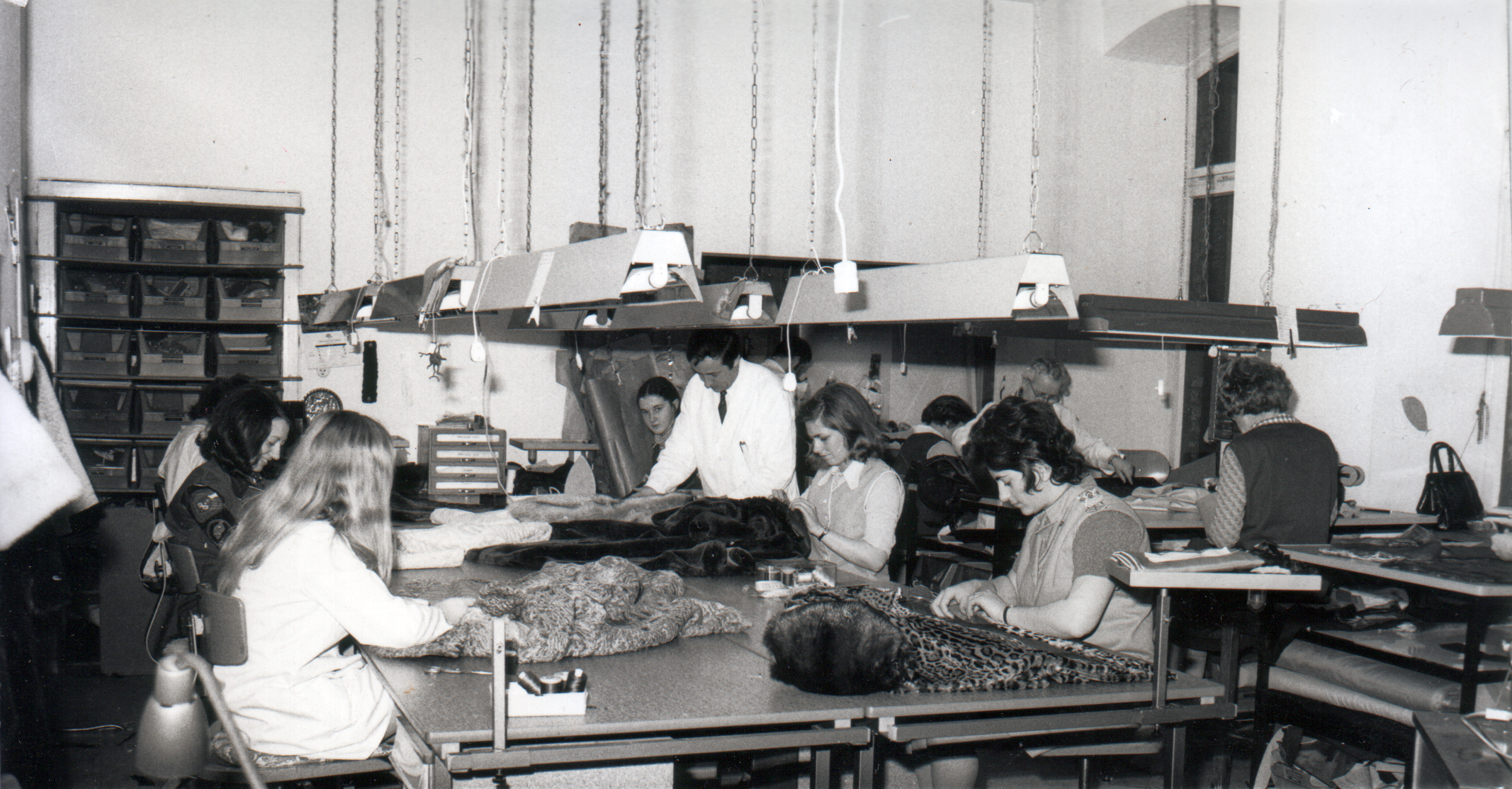
Blick in die Kürschnerwerkstatt Herhold Pelze, Wiesbaden

In der Bundesrepublik Deutschland entwickelte sich das Handwerk nach dem Krieg zunächst weiter, da die Nachfrage nach Pelzen stetig stieg. Die Ende des 19. Jahrhunderts begonnene Pelztierzucht nahm mit der schnell zunehmenden Nachfrage weiter zu. Der Pelzhandel konzentrierte sich in Frankfurt am Main, speziell in der Niddastraße, auch die Pelzmesse fand hier statt von 1949 bis 2008. Seit etwa 1980 wurden Pelztierfarmen kritisiert und angegriffen, Protestaktionen von Tierschützern führten zu einer Verschärfung der Verordnungen und Gesetze in Deutschland und Europa. Dennoch wurde immer wieder von unhaltbaren Zuständen in den Pelztierfarmen berichtet.
Veränderte Konsumgewohnheiten wie der Siegeszug der Freizeitmode auch bei festlichen Anlässen, eine erhebliche Marktsättigung nach der Massenproduktion in der zweiten Hälfte des 20. Jahrhunderts, die Fokussierung auf den Nerzpelz als Statussymbol, der Konkurrenzdruck der Billiglohnländer, eine Reihe milder Winter sowie nicht zuletzt Anti-Pelz-Kampagnen von Tierschützern führte zu einer deutlichen Reduzierung der Kürschnerbetriebe.

### Österreich
Wien galt zumindest bis zum Ende des 20. Jahrhunderts als führend und beispielhaft für eine besonders elegante und opulente Damenpelzmode.
Die Betrachtung einer Berliner Pelzfachzeitschrift über den „Wiener Chic“ aus dem Jahr 1925 wurde eingeleitet:
„Nachahmenswert hat es die Wiener Pelzkonfektion in den letzten Jahren verstanden, in der Herstellung guter Modelle ganz Besonderes zu leisten, wenngleich sie ihr Rohmaterial zum größten Teil aus Leipzig bezieht. Aber die sichere Einstellung für modische Dinge der Wiener Konfektion in den Händen tüchtiger Kürschner, die sich hauptsächlich aus der einstmals böhmischen Bevölkerung rekrutieren, geben diesen Pelzverarbeitungen doch ein ganz besonderes und elegantes Cachet.“
An anderer Stelle derselben Ausgabe der Zeitschrift wurde der Vorsteher der Wiener Kürschnergenossenschaft Johann Ily mit der Feststellung zitiert, dass in Wien regelmäßig erst dann die Wiener Pelzmode geschaffen wurde, „wenn sie in Paris das Licht der Welt erblickte“. Der Autor des Artikels erklärte: „Der Pariser Kürschner schafft bewußt für die ganze Welt, der Wiener nur für die Wienerin“. Er stellte aber abschließend fest, dass das eher zeitlosere und auch für ältere Damen geeignete Wiener Kürschnerstück in aller Welt gern getragen wird.

## Berufsbild heute

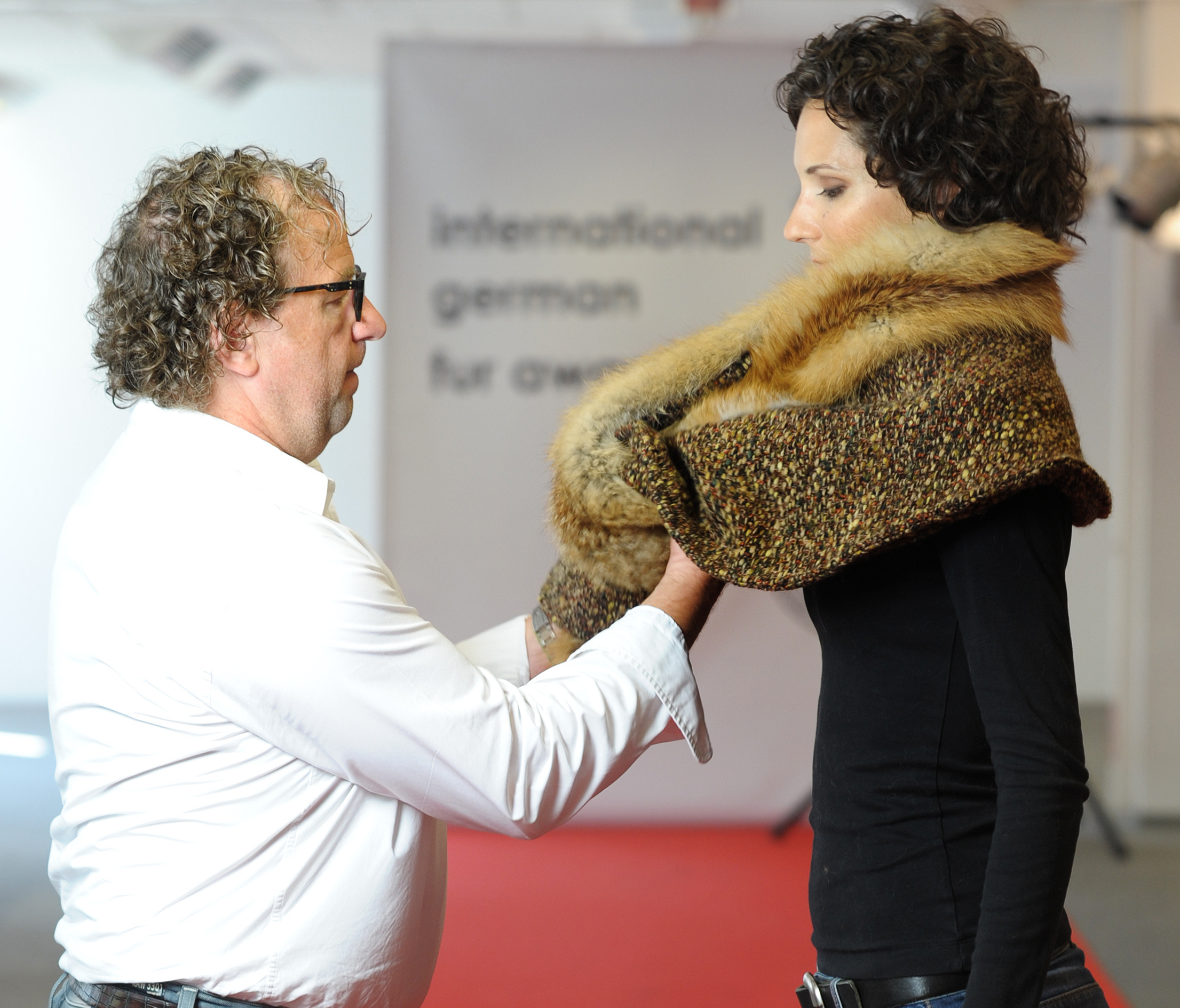
Kürschner und Model vor der Modenschau, Rotfuchsschal (2011)

Neben der Herstellung, Reparatur und Pflege von Pelzen zählen Kundenberatung, Modellentwurf und Materialauswahl zu den Aufgaben des Kürschners.
Die Kürschnerei ist seit 2004 in Deutschland ein zulassungsfreies Handwerk. Somit können auch Gesellen einen eigenen Betrieb führen, ohne über langjährige Berufserfahrung oder einen Meisterbrief zu verfügen. Kürschner ist ein anerkannter Ausbildungsberuf. Die Ausbildung dauert in der Regel drei Jahre und umfasst neben den handwerklichen Fähigkeiten auch die Vermittlung von kaufmännischen Kenntnissen.
Nach dem früher eher klassischen Pelz ist in den letzten Jahrzehnten für den Kürschnerberuf Design und modische Stilsicherheit immer wichtiger geworden. Der Aufgabenbereich des Kürschners umfasst jedoch nach wie vor die komplette Herstellung eines Pelzes, Entwurf und Schnittherstellung, das Sortieren, Schneiden und Nähen der Felle, das Zwecken (Glattspannen), Abgleichen, Beheften, Zusammennähen, Ausfertigen und Füttern des Pelzteils. Hinzu kommen das Nähen der Stoffhüllen für Pelzinnenfutter, die Verarbeitung von Leder und Stoff in Zusammenhang mit der Pelzverarbeitung und die Herstellung von Kleinpelzen wie Schals, Muffe oder einfache Hutformen. Ein erheblicher Teil seiner Arbeit in den Sommermonaten besteht in der Pflege der Kundenpelze: Pelzumgestaltung, Reparatur, Pelzreinigung, Pelzaufbewahrung (Konservierung) und sonstigen Servicearbeiten.
Je nach Größe des Handwerksbetriebs erfolgt nach dem Ende der Ausbildung oft eine Spezialisierung der Tätigkeit in den Schneide- und den Nähkürschner, das heißt alle Näharbeiten werden von dem Pelznäher beziehungsweise der Pelznäherin (bis etwa um 1960, zumindest regional, auch Kürschnermamsell genannt) ausgeführt. Für das Nähen mit der Pelznähmaschine erfolgt häufig eine erneute Arbeitsteilung, insbesondere auch für das Nähen der sogenannten Auslassarbeiten (Verlängern der Felle durch Schnittanlagen). – Der Meister leitet neben seiner normalen Kürschnerarbeit in der Regel die Werkstatt, er führt die Kundengespräche, erstellt die Schnittmuster und erledigt die Anproben. Falls er nicht, wie meist, gleichzeitig der Inhaber des Betriebs ist, überschneiden sich die Tätigkeiten insbesondere im Einkauf der Ware, der Modellentwicklung, der Kalkulation und im Verkauf im Geschäft. Alljährlich hat er die Möglichkeit, sich mit seinem Betrieb am Internationalen Design-Wettbewerb des deutschen Kürschnerhandwerks zu beteiligen.
Der Wareneinkauf für Felle und Konfektion erfolgt über Großhändler und auf der Mailänder Rauchwarenmesse Mifur, für Felle auf internationalen Auktionen, entweder direkt durch den Inhaber und/oder den Meister oder über Rauchwaren-Kommissionäre.
Die Ausbildung geschieht in den Betrieben des Kürschnerhandwerks. Der schulische Teil der Ausbildung erfolgt meist im Blockunterricht in der Berufsschule in Fürth (Bayern), die Vorbereitung auf die weiterhin mögliche Ablegung der Meisterprüfung oft auf der Frankfurter Schule für Bekleidung und Mode.

## Das Handwerkszeug des Kürschners

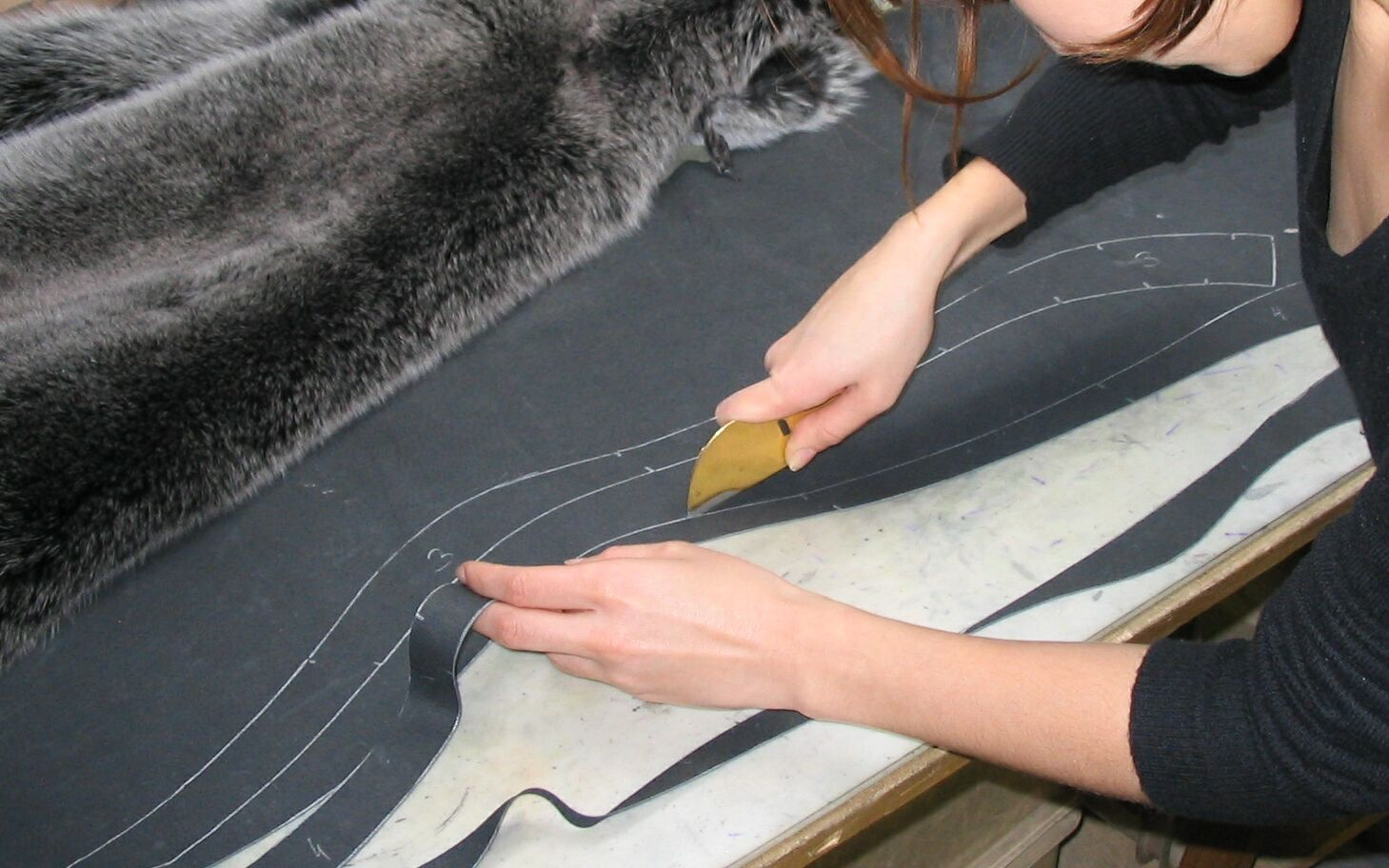
Galonleder zuschneiden mit dem Kürschnermesser

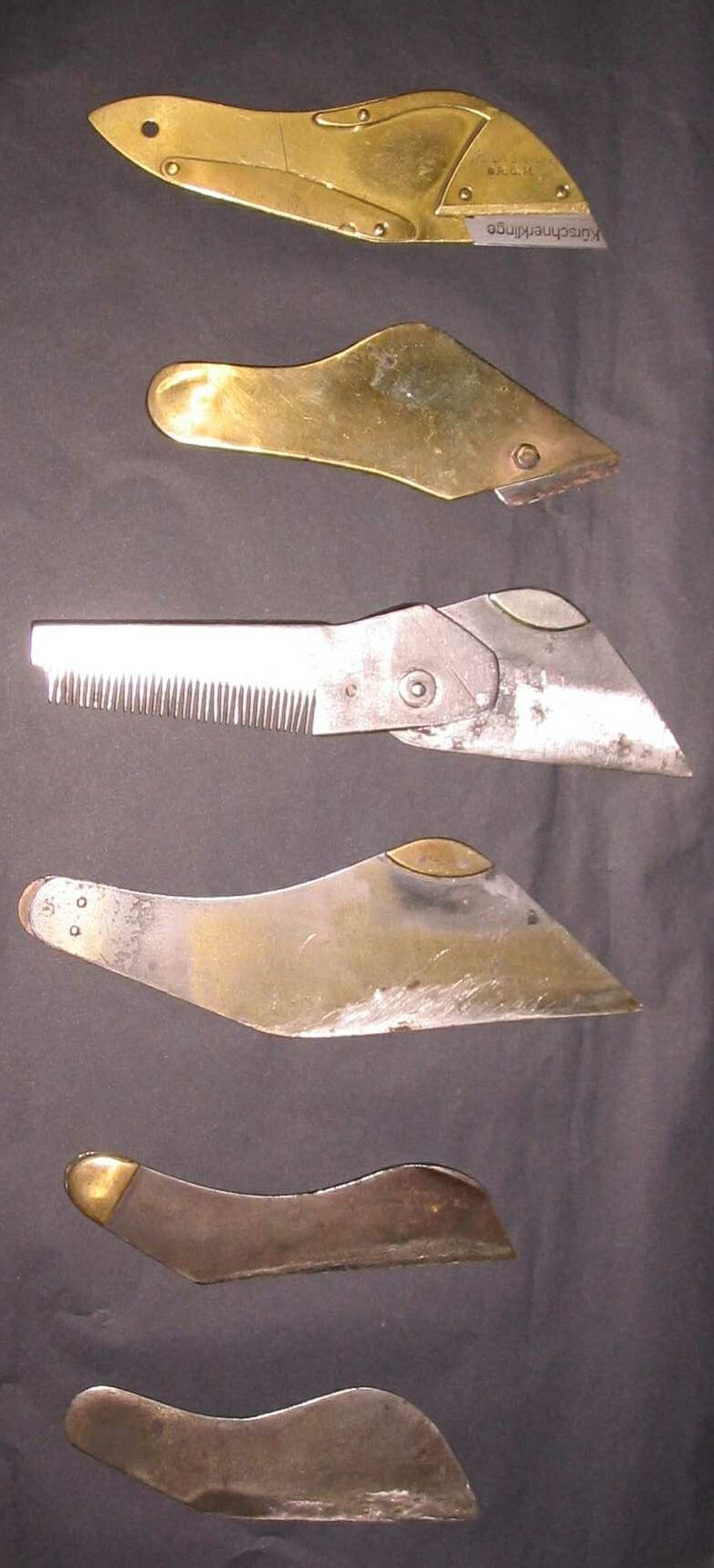
Kürschnermesser
Das Kürschnermesser war ursprünglich ein geschliffenes Stück Stahl, das auf dem angefeuchteten Wetzstein bei Bedarf spitz nachgeschliffen wurde. Heute bezeichnet der Begriff einen Klingenhalter in etwa der gleichen Form.
ZweckzangeZange zum Greifen der Fellkanten und Aufnageln des Pelzes mit Zwecknägeln oder Stecknadeln beim Zwecken (Glattspannen).
Zweckpistole, HandtackerWerkzeuge zum Aufnageln (Pressluft- oder gelegentlich Elektrotacker, erstmals 1964, oder per Federdruck).
Zweckplatte, Zwecktischhierauf werden die angefeuchteten Fellteile zum Glattspannen aufgenagelt; oft beheizbar und mit Ventilatoren.
Abzweckerzum Herausziehen der Zwecknägel oder der Zweckklammern.
Nahtroller, Rollholz, Streckholzzum Glätten der Nähte und Weichreiben der gezweckten Pelze.
Messingkamm, Drahtbürstezur Haarbehandlung.
Kopierradzum Markieren von Merkmalen der Haarseite auf die Lederseite und zur Schnittmustererstellung.
Grotzenstecher, Stechahlezumindest dem Namen nach zum Anzeichnen des Grotzens (der Fellmitte) auf der Lederseite.
Gelbstift (Fettstift) und Kreideradfür Markierungen, Beschriftungen und weiteres Kennzeichnen auf der Fellabseite; außerdem den Puderbeutel zum vereinfachten Aufzeichnen von Fellschablonen (Zacken- oder Wellenmuster für Fellverbindungen).
Einstreichpinzettezum Einstreichen der Haare beim Nähen mit der Pelznähmaschine.
Muffblöcke, Hutblöcke: zum Spannen verschiedener Muff- oder Hutformen; Kopfformen zur Anfertigung von Kolliers (Schals in Tierform).
Schere, Evelierschere, Steck- und Nähnadeln, Nähring, Bügeleisen, Maßband, Zollstock.
Als Kürschnernadel, richtiger Dreikantnadel ist eine Nähnadel im Handel, die in der Kürschnerei nahezu keine Verwendung mehr findet. Sie wurde vor Erfindung der Pelznähmaschine benutzt, um ganz besonders dicke Felle, beispielsweise sehr kräftige Schaffelle für Schlitten- oder Kutscherpelze, zu nähen. Da die Dreikantnadel das Fell nicht dehnt, sondern zerschneidet, erzeugt sie keine reißfeste Naht.
Das als Lokomat bezeichnete Gerät zum Kaschieren glatthaariger Stellen in gelocktem Fell war nach dem Zweiten Weltkrieg in der Hauptzeit der Persianermode in Gebrauch, speziell in der Pelzkonfektion.

## Die Maschinen des Kürschners

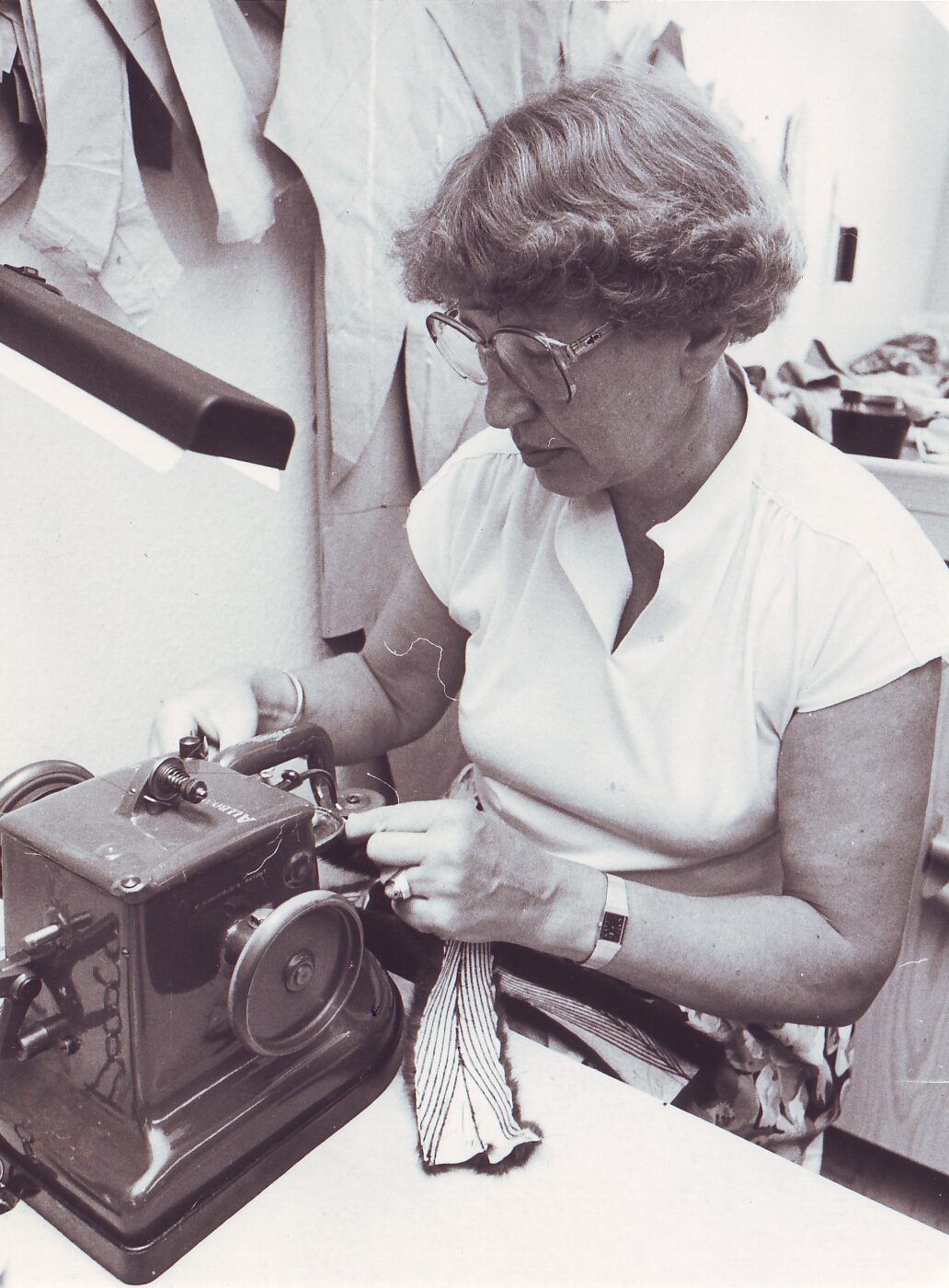
Auslassen mit der Pelznähmaschine

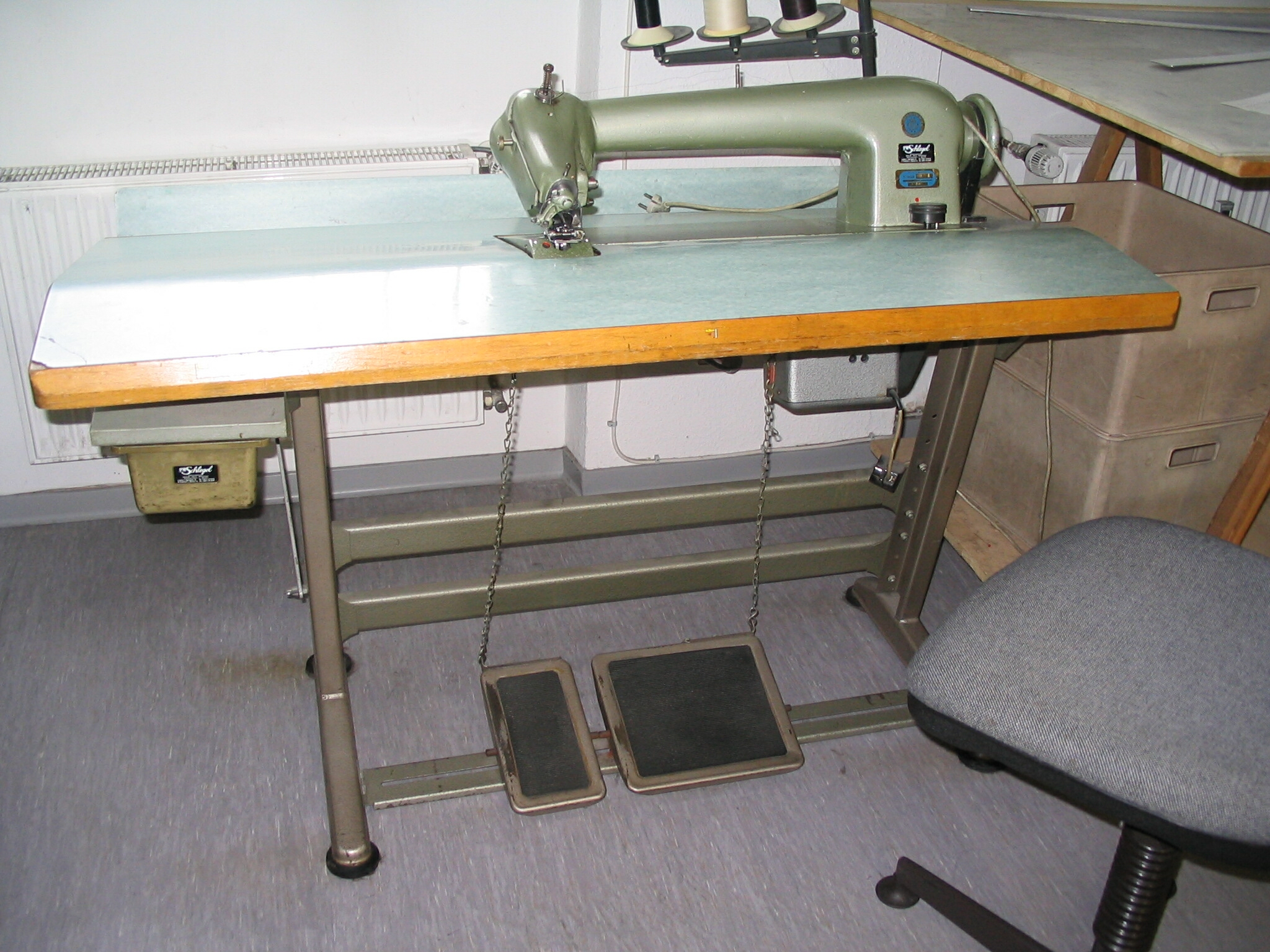
Pikiermaschine

- Pelznähmaschine, Einfaden-Blindstich-Nähmaschine zum Zusammenfügen der Fellteile mit einer überwendlichen Naht.

Die Anfänge dieser Nähmaschine mit Überwendlichstich reichen bis etwa 1800 zurück. Balthasar Krems aus Mayen in der Eifel ist die Grundkonstruktion dieser Maschine zuzuschreiben, die in ihren wesentlichen Merkmalen bis heute gleich geblieben ist. Um 1870 baute die Firma Rittershausen in Berlin die ersten Überwendlichmaschinen in großen Serien. Ab 1888 wurden sie zunehmend mit elektrischen Kleinmotoren ausgestattet.
- Pikiermaschine, Einfaden-Blindstich-Flachnähmaschine zum Aufbringen von Zwischenzutaten wie Pikierstoffen, Vliesstoffen oder Wattierungen
- Bügelpresse anstelle des Pikierens zum Aufbügeln von Zwischenstoffen auf die Pelzlederseite
- Nähmaschine zum Nähen des Innenfutters und für Schneiderarbeiten
- Ledersteppmaschine
- Klopfmaschine zum Entfernen von Staub, losen Haaren und Reinigungsmehl nach dem Läutern in der
- Läutertonne, zum Reinigen mit Holzmehl und Weichschütteln von Pelzen.
- Dampf-Steamer zum Aufblasen des Haars.
- Bügelmaschine zum Glätten des Haars, insbesondere bei Pelzen in Samtoptik.
- Auslass-Schneidemaschine, schneidet das Fell in schmale Streifen. Diese werden, geringfügig verschoben, zu Streifen in der Länge des Pelzteils (beispielsweise in Mantellänge) neu zusammengenäht
- Auslassmaschine, eine Konstruktion der Firma Pfaff, die den gesamten Vorgang des Schneidens in Auslassstreifen, verschieben der Streifen und wieder zusammennähen in einem automatisierten Arbeitsgang bewältigte. Wurde wegen des hohen Preises wohl nur in kleiner Stückzahl gebaut (ab 1983).[29]
- Fellkanten-Beschneideeinrichtung, ein Zusatzgerät zur Pelznähmaschine. Es wurde etwa gleichzeitig mit der Auslass-Schneidemaschine ebenfalls von Pfaff vorgestellt. Mit ihm wurden die beim Auslassen entstehenden Fellecken beim Zusammennähen der ausgelassenen Streifen automatisch abgeschnitten, normalerweise eine zeitaufwändige und unangenehme Handarbeit.[30] Ob das Gerät tatsächlich in Serie gegangen ist, scheint jedoch nicht bekannt.
- Staffiermaschine, zum Einnähen des Stofffutters, wird vereinzelt in der Konfektion benutzt.

## Fachbegriffe der Kürschnerei

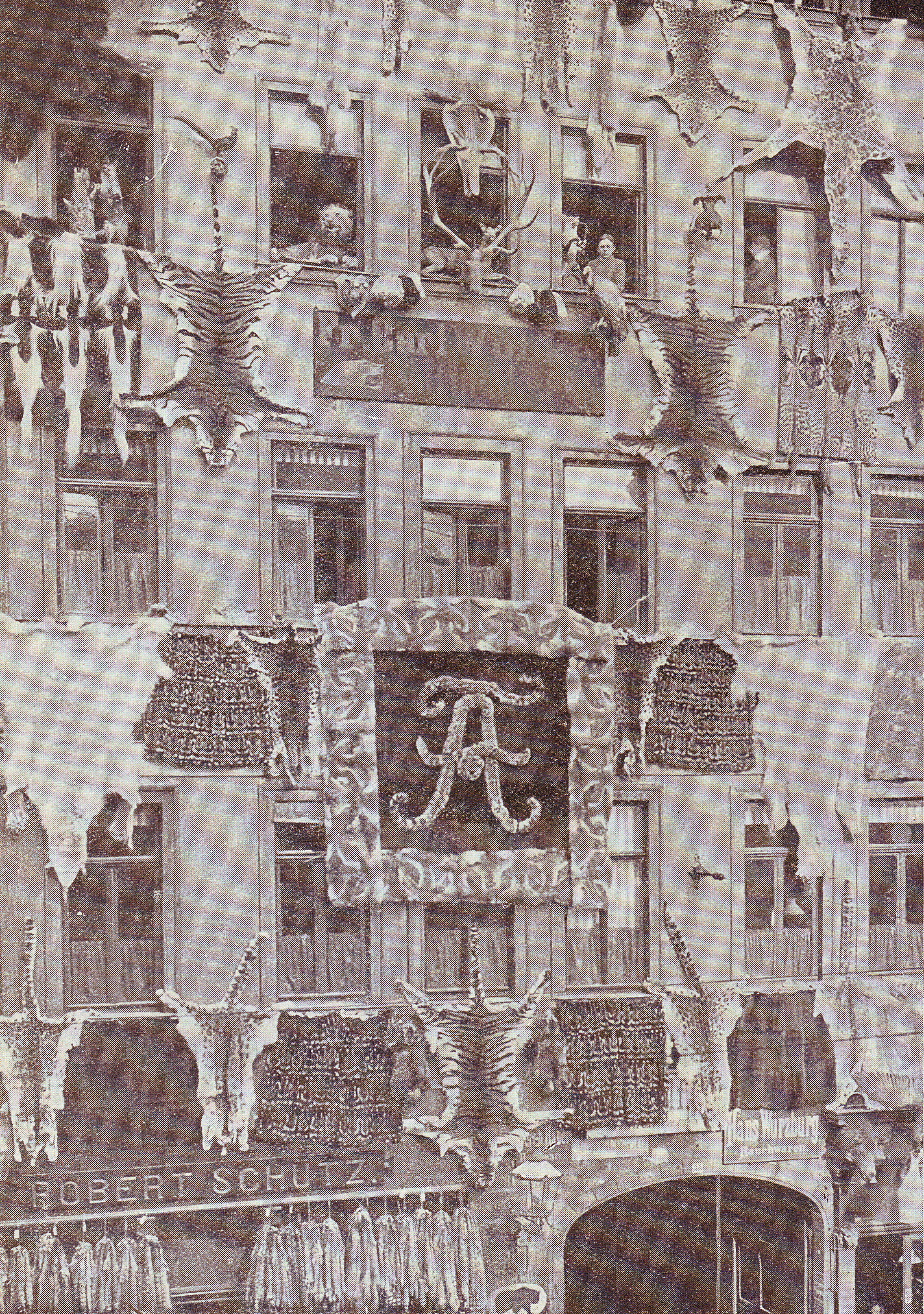
Festliche Dekoration einer Leipziger Kürschnerei (1904)

- Abgleichen: Das Zuschneiden des gespannten Pelzteils
- Anbrachen: Das Reparieren der Schadstellen im Fell
- Auslassen: Das Verlängern der Felle auf Kosten der Breite durch V- bzw. A-förmige Schnitte (Gegensatz: Einlassen)
- blau: Farbbezeichnung für die dunkelsten, blaustichigen Winterfelle, Gegensatz rot
- Bleichen: Das Aufhellen dunkler Farben, oftmals um die Felle anschließend andersfarbig einzufärben. Auch für das zusätzliche Aufhellen bereits weißer Felle, in der Regel verbunden mit der Behandlung mit optischen Aufhellern. Im Rahmen einer Modellneugestaltung u. U. auch bei vergilbten, getragenen Pelzteilen möglich
- Blenden: Nachdunkeln des Oberhaars durch nur leichtes Aufstreichen der Farbe, auch für das Dunkelfärben des Fellleders. Letzteres dient dazu auf der Haarseite das Durchscheinen des weißen Leders zu verhindern (Lederblenden; noch lange hielt sich in der Kürschnerei für das meist und universell verwendete, spirituslösliche Anilin-Schwarz, eigentlich dunkelstblau, der Begriff „Nigrosin“)
- Body: Für die Verarbeitung eines Pelzteils vorbereitetes rechteckiges Fell(-stücken)teil, meist von Spezialbetrieben aus kleinen Fellen oder aus Resten zusammengesetzt
- Eulanisieren: Allgemeine Bezeichnung für das insektensicher machen von Bekleidung oder Teppichen, ursprünglich durch die Chemikalie Chlorphenylid (Markenbezeichnung Eulan) der Firma Bayer AG
- Färben: Häufig angewandte Veredlungstechnik, insbesondere um aktuelle Modefarben zu erzielen. Im Rahmen einer Modellumgestaltung oft auch bei getragenen Pelzen möglich. Das Fell kann ohne vorheriges Bleichen in der Regel nur dunkler als vorher gefärbt werden, in der Farbwahl sind durch die entstehenden Mischfarben die Farbmöglichkeiten eingeschränkt. Einen bei neuem Material möglichen, vorhergehenden Bleichprozess werden alte Pelze im Zusammenhang mit dem Färben eventuell nicht mehr aushalten.
- Federn: Das Zwischennähen von schmalen Lederstreifen (Oberbegriff → Galonieren) in V-Form, oft verbunden mit dem → Auslassen
- Female: Das weibliche Kleinpelztier, vor allem beim Nerz (auch: Fähe)
- Finish: Die Endbehandlung fertig gearbeiteter Pelze z. B. durch Einstreichen und Aufrauen des Haares, durch → Klopfen, → Läutern, Weichschütteln, Steamern des Haares mit Heißluftgebläsen, Bügeln des Haares mit speziellen Pelzbügelmaschinen. Einzelne dieser Prozesse können auch zur Auffrischung und Pflege getragener Pelze angewendet werden. Ausführung durch den Kürschner oder durch die Weitergabe an Spezialbetriebe.
- Flatschen: Eine nicht gelockte, glatthaarige (flatschige) Fläche in einem ansonsten gelockten Fell, speziell beim Karakulfell.
- Galonieren: Das Zwischennähen von Lederstreifen oder Textilbändern, dient vor allem zur Vergrößerung der Fellfläche. Luftgalonieren: Hierbei wird das Leder bei langhaarigen, dichtbehaarten Fellen in kurzen Abständen eingeschnitten und gitterförmig auseinandergezogen fixiert. Das Ergebnis ist ein besonders duftiges, weich fallendes Produkt bei gleichzeitiger Flächenvergrößerung.
- Geflochtene, gewirkte Pelze: Felle werden in, zumeist schmalstmögliche, Streifen geschnitten und als Fäden in textile Schalnetze eingeflochten, in der Regel indem die Pelzfäden um die Netzfäden gewunden werden. Da als Ergebnis ein Produkt mit Haaren auf beiden Seiten entsteht, ist diese Arbeitstechnik besonders für Kleinteile wie Schals und Stolen geeignet, aber auch für Jacken (Strickjackenoptik) und Mäntel. Wegen des großen Arbeitsaufwandes meist aus Billiglohnländern (China). Eine frühe Erwähnung findet 1962 der handgewebte Pelz eines deutschen Herstellers als Kinderwagengarnitur aus australischem Lammfell.[31]
- Granne: Bei Fellen mit Oberhaar und Unterwolle das Oberhaar (z. B. alle Marderarten wie Nerz, Otter, Zobel usw., keine Unterwolle haben beispielsweise Lamm und Zickel)
- Grotzen: Der Fellrücken (meist am langgrannigsten, oft dunkler)
- Hülle: Der Übermantel für ein Pelzinnenfutter
- Kahlauer: Eine unbehaarte Stelle im Fell
- Klopfen: Das Entfernen des losen Schmutzes und eventueller Insektenlarven durch Ausklopfen von Hand mit Rohr- oder Haselnussstöcken oder mit der Pelzklopfmaschine. Eine der Grundarbeiten des Kürschners im Rahmen der Pelzkonservierung
- Konservierung: Die Pelz-Sommeraufbewahrung bei gleichzeitiger Pflege durch einen Pelzfachbetrieb
- Läutern: Das Reinigen der Pelze durch Holzmehl
- lederfertig: Der Zustand des fertig zugeschnittenen Pelzteils vor dem Aufbringen der Innenverarbeitung
- Male: Das männliche Kleinpelztier, vor allem beim Nerz (auch: Rüde)
- Mutationsfarben: Durch plötzliche, sprunghafte, natürliche vererbbare Farbveränderung entstandene neue Fellfarben (insbesondere bei Nerz, Nutria)
- Nourkulemi: Extra zu verarbeitende Kehlstücken, vor allem bei Nerz und Zobel
- Nacktpelz: Alte, nur noch selten benutzte Bezeichnung für die mit der Lederseite nach außen zu tragenden Mäntel oder Jacken aus Lamm- oder Ziegenfell, auch „wie gewachsen“. Häufig bestickt (Trachtenpelz)
- Pikieren: Das Aufnähen von textilen Zwischenstoffen (zwischen Pelz und Innenfutter) auf die Lederseite eines zugeschnittenen Pelzes. Insbesondere bei stark dehnbaren oder leicht einreißenden Pelzen erhöht das Pikieren Haltbarkeit und Formbeständigkeit des fertigen Kleidungsstücks.
- Pumpf: Das hintere Teil des Felles
- rauch: Bezeichnung für dichtes, nicht straff anliegendes Haar. Auch die Rauche
- Reinforcing: (= verstärken) Nachdunkeln der Felle durch die Behandlung mit Metallsalzen, insbesondere bei hellerer Unterwolle. Die Felle gelten weiterhin als naturell, also nicht gefärbt (insbesondere bei Nerz und Bisam)
- rot: Gegensatz → blau
- Rupfen: Das Entfernen des Grannenhaars (Ergebnis z. B. Samtnerz, Samtnutria, Samtwiesel, früher auch üblicherweise beim Haarseehund/Seal). Seit etlichen Jahren, soweit möglich, auch bei zertrennten, getragenen Nerzpelzen angewendet
- Scheren: Das Kürzen des Haares durch Schermaschinen (Ergebnis z. B. Samtbisam, Samtnerzstücken, Biberlamm, Sealkanin). Auch beim zertrennten, getragenen Pelz möglich
- Schnatte: Ein beim Entpelzen oder Zurichten entstandener Aufriss des Oberleders (Narbenbruch) auf der Fellseite
- Schönen: Nicht rein weiße oder vergilbte weiße Felle werden chemisch aufgehellt, entweder durch die Behandlung mit optischen Aufhellern oder mit einem rotstichigen Blaufarbstoff
- Thiliki: Extra zu verarbeitende Bauchstücken, vor allem bei Nerz und Zobel
- Veredlung: Sammelbegriff für Veränderungen des Haares, z. B. durch Färben, Rupfen, Scheren oder der Lederseite durch Färben, Nappieren, Veloutieren, Bedrucken
- Wamme: Die Bauchseite des Felles
- Zurichten: Das Gerben von Fellen für Pelzzwecke
- Zwecken: Das Glattspannen der auf der Lederseite angefeuchteten Pelzteile nach dem Zusammensetzen der Felle vor dem Abgleichen (in die endgültige Form schneiden). Auch Vorzwecken (der Felle oder der Fellstreifen), Umzwecken (in Form spannen zur Vermeidung von Abnähern) und Abzwecken

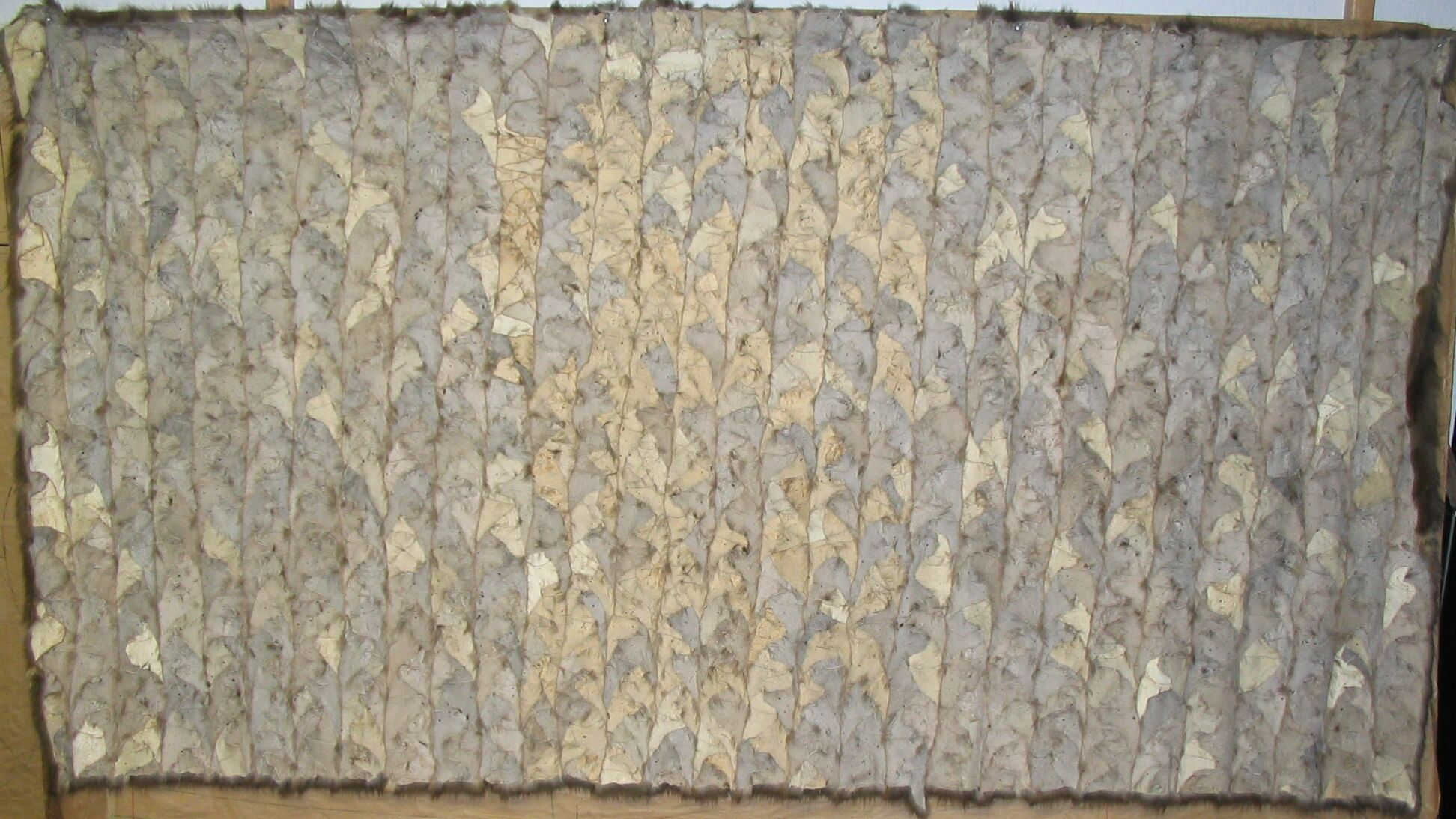
Zobel-Thiliki-Body (Lederseite)
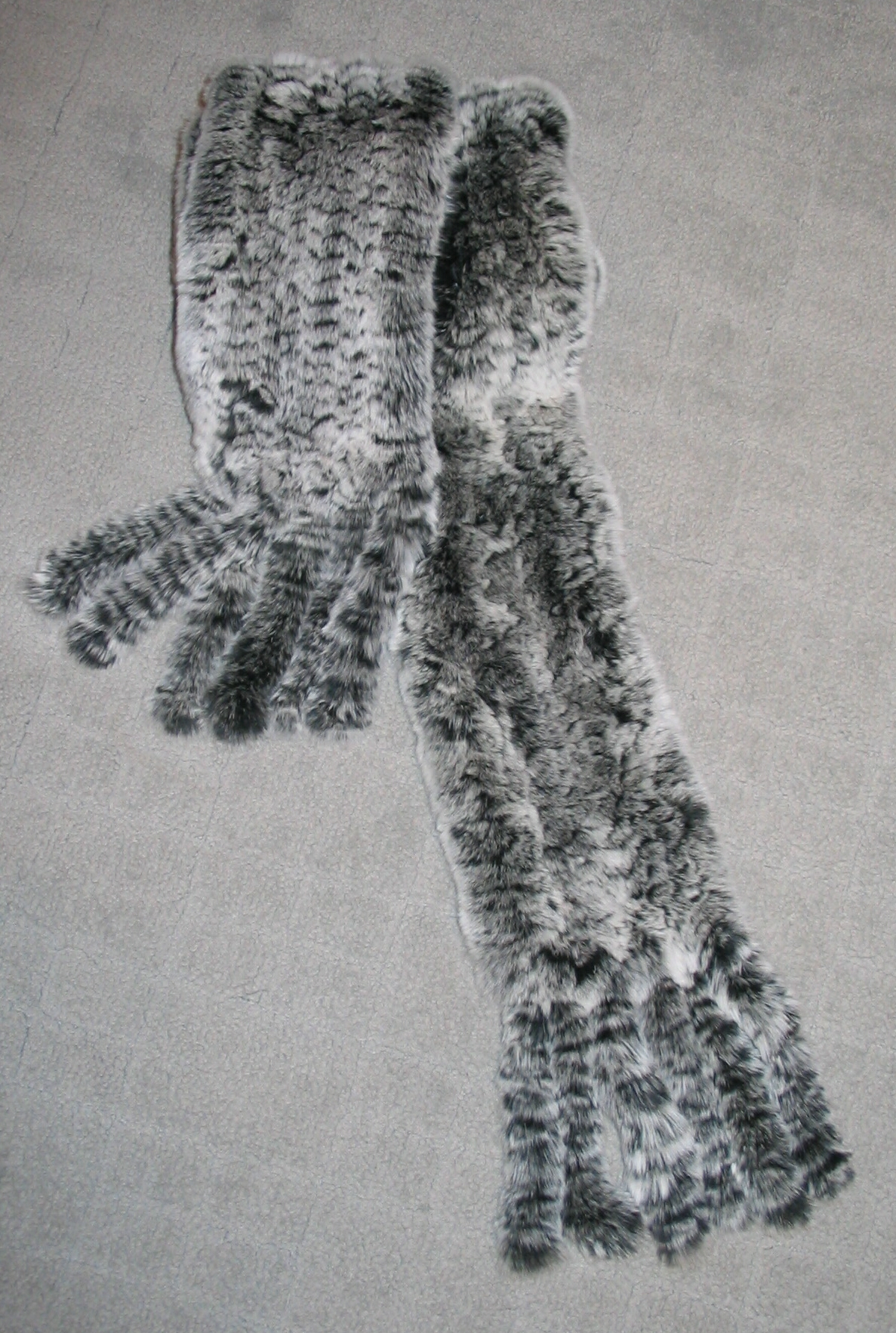
Geflochtener Kaninschal
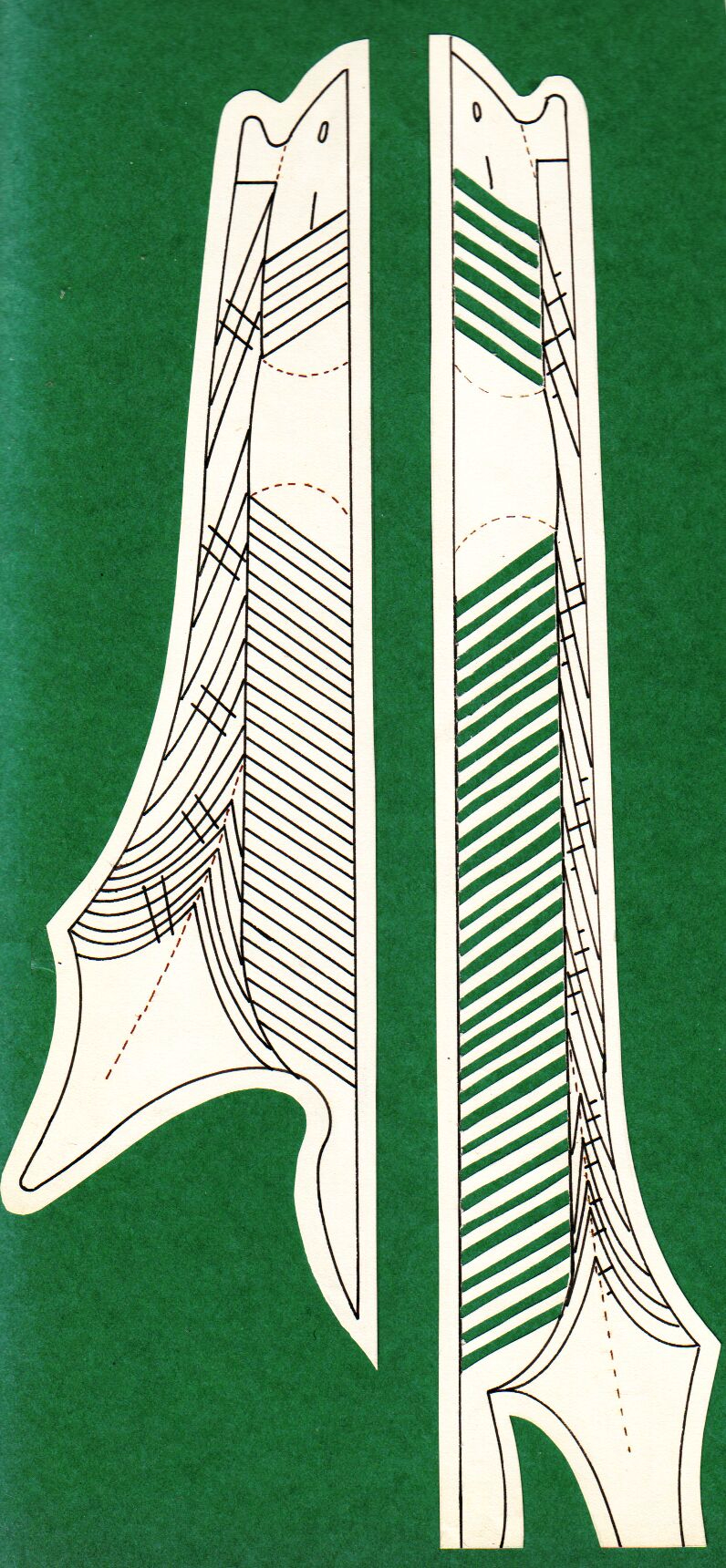
Galonieren und Auslassen
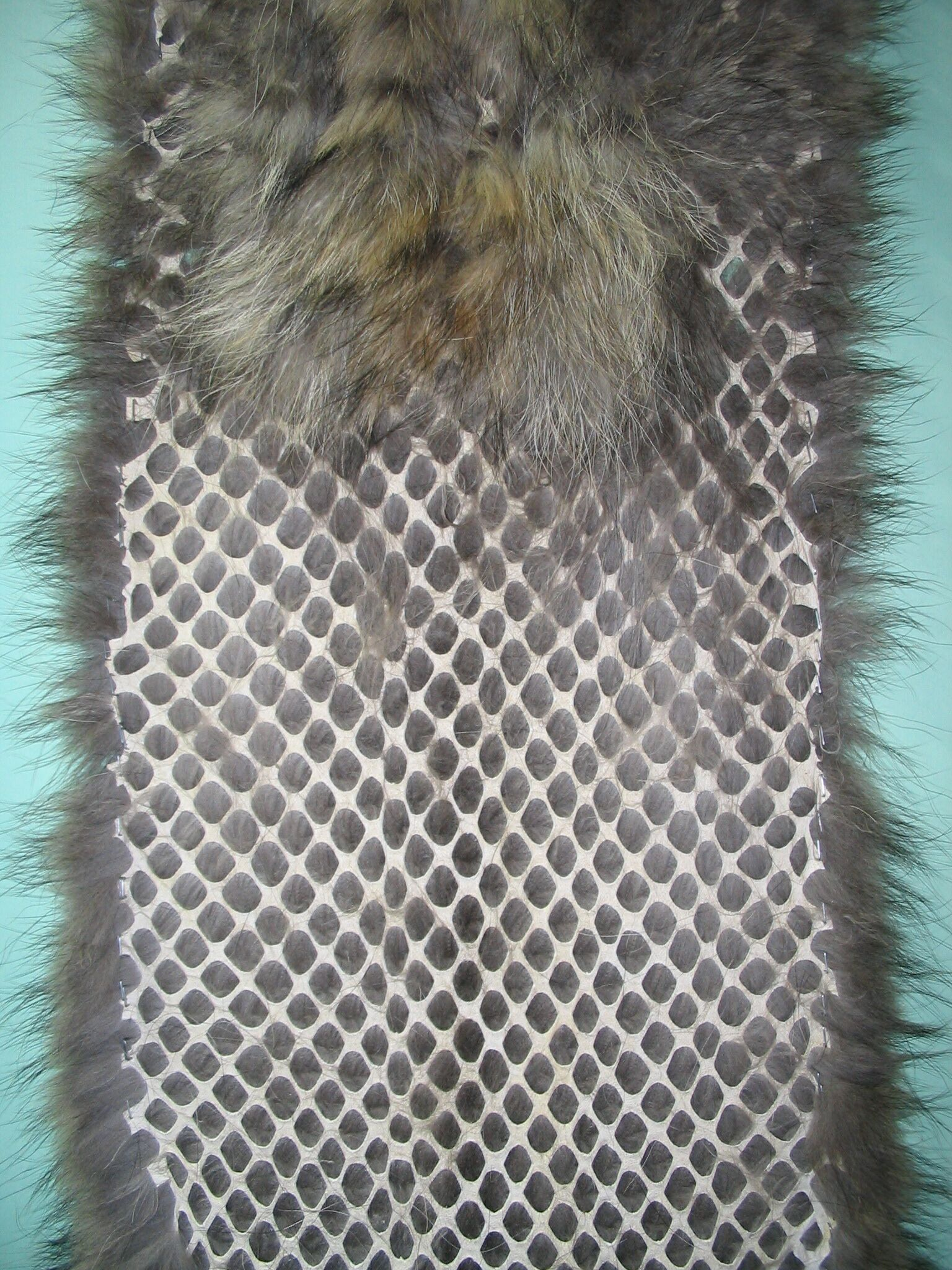
Luftgalonieren